# Falciot de les palmeres gros
El falciot de les palmeres gros (Tachornis squamata) és una espècie d'ocell de la família dels apòdids (Apodidae) que habita camp obert, sabana, pantans i ciutats de les terres baixes per l'est dels Andes, des de l'est de Colòmbia, Veneçuela, Trinitat i Tobago i Guaiana cap al sud fins al nord-est i est del Brasil amazònic, est de l'Equador, est del Perú i nord de Bolívia.